# 親雲上
親雲上（ペーチン、または、ペークミー）は、琉球王国の士族の称号の一つ。主に中級士族に相当する者の称号である。黄冠を戴き、銀簪を差した。

## 概要
| 役職                      | 発音       |
| ------------------------- | ---------- |
| 総地頭 脇地頭             | ペークミー |
| 里之子親雲上 筑登之親雲上 | ペーチン   |
| 先島頭職 地頭代 夫地頭    | ペーチン   |

親雲上は、一般に琉球士族のうち、中級士族に相当する者が称した称号であるが、采地（領地）の有る無しによって、発音上区別された。正三品から従七品までの士族のうち、地頭職（総地頭、脇地頭）にある者は、親雲上（ペークミー）と発音した。また、勲功のある者が名島（なじま）という采地を伴わない名目上の家名と称号を賜った場合も、「……親雲上（ペークミー）」と称した。士族が従二品に昇格すると、親方（ウェーカタ）の称号を賜った。
これに対して、従四品から従七品の地頭職でない士族は親雲上（ペーチン）と発音した。また日常会話などで里之子親雲上や筑登之親雲上の略称として用いる場合や、他に先島の地頭職である頭（かしら）や、地方の各間切の上級役人である地頭代・夫地頭も親雲上（ペーチン）を称した。
親雲上の語源については、役職に就いた者を意味する古琉球時代の「大やくもい」の転訛と言われている。「大屋子（おおやこ）」は王府役人の称号、「もい」は敬称接尾辞である。ただし、これがペーチン、ペークミーと発音されるようになった理由とその語源は判明していない。
新井白石の『南島志』にある「牌古米」はペークミー、「牌金」はペーチンの音写と言われている。